# سن میگل (نیومکزیکو)
سن میگل (به انگلیسی: San Miguel) یک منطقهٔ مسکونی در ایالات متحده آمریکا است که در نیومکزیکو واقع شده‌است. سن میگل ۱٬۱۵۳ نفر جمعیت دارد و ۱٬۱۶۴٫۹۶ متر بالاتر از سطح دریا واقع شده‌است.